# 모은희
모은희(1977년 9월 15일 ~ )는 대한민국의 KBS 기자다.

## 학력
- 연세대학교 인문학부 학사 (사회학, 국문학)

## 경력
- 2001년 6월 : KBS 27기 공채 기자
- 2018년 4월 : 보도본부 통합뉴스룸 경제부 팀장
- 2019년 11월 : 보도본부 시사제작국 <시사기획 창> 팀장
- 2021년 4월 : 보도본부 통합뉴스룸 문화복지부 팀장
- 2023년 1월 : 보도본부 통합뉴스룸 산업과학부장

## 진행
- 2015년 : KBS 2TV 《KBS 아침뉴스타임》 (충전! 여자의 아침) (똑!기자 꿀!정보)

## 수상
- 2002년 한국여성단체협의회 올해의 우수프로그램상
- 2013년 제15회 양성평등상 대통령상
- 2013년 제35회 녹십자언론문화상
- 2013년 제2회 좋은세상나눔이상 언론상
- 2020년 방송통신심의위원회 이달의 좋은프로그램상
- 2020년 제22회 양성평등미디어상 우수상
- 2020년 2021년 민주언론시민연합 이달의 좋은 보도
- 2021년 제18회 한국여기자협회 올해의 여기자상
- 2021년 제23회 국제앰네스티 언론상
- 2021년 제48회 한국방송대상 사회공익 TV 작품상
- 2021년 ABU Prizes Winner–TV NEWS REPORTING
- 2021년 제4회 한국데이터저널리즘 어워드 ‘데이터시각화’ 부문
- 2021년 제15회 한국조사보도상 방송부문

수상 경력 대부분이 데스크를 하며 현장 취재에 참여하지 않은 기간이다. 시사 보도 프로그램에서 데스크가 수상자 명단에 이름을 올리는 경우는 극히 이례적이다.